# Arcieparchia di Costantinopoli

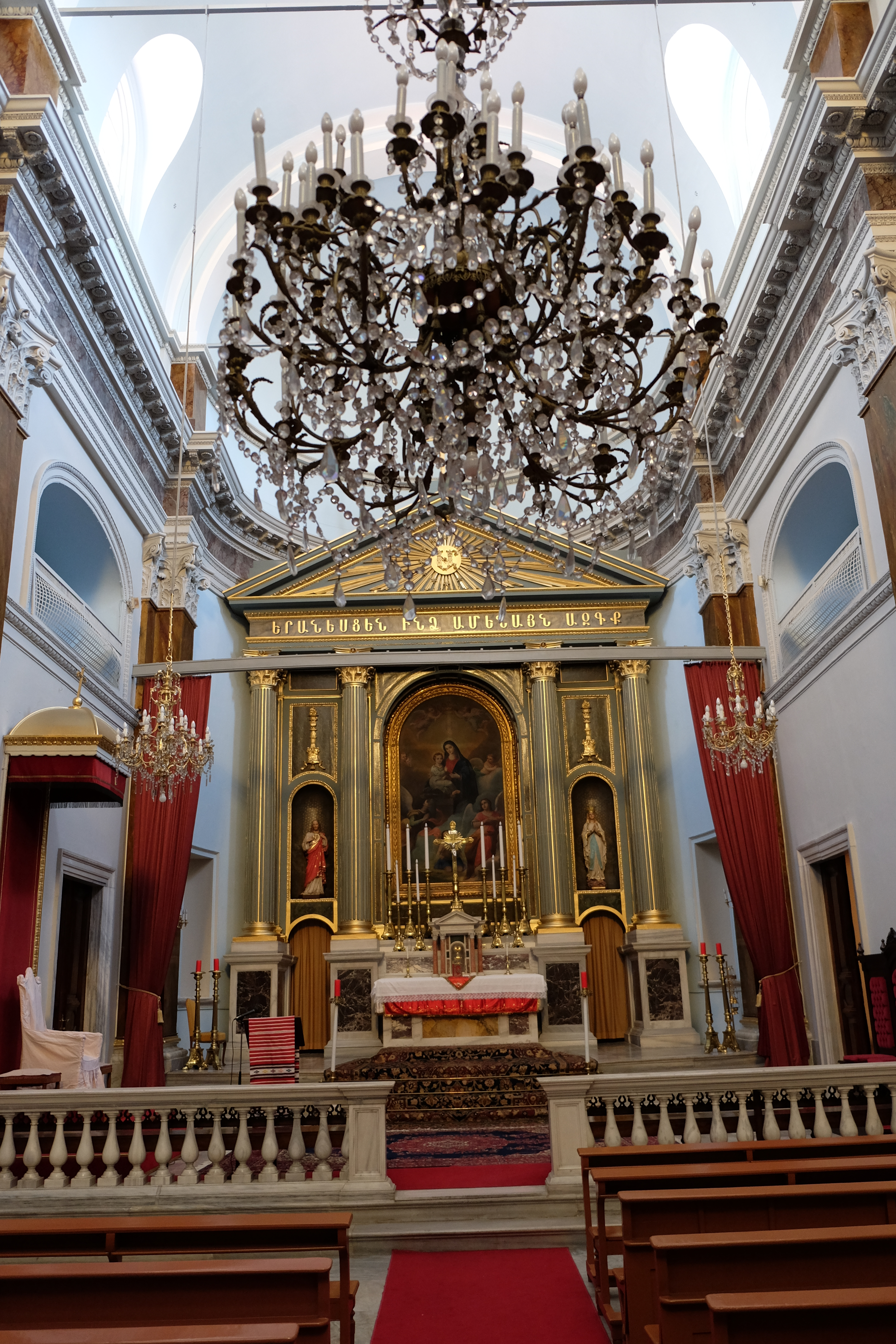
Interno della cattedrale di Santa Maria

L'arcieparchia di Costantinopoli (in latino Archieparchia Constantinopolitana Armenorum) è una sede della Chiesa armeno-cattolica in Turchia. Nel 2023 contava 2.500 battezzati. La sede è vacante.

## Territorio
L'arcieparchia estende la sua giurisdizione su tutti i fedeli armeno-cattolici della Turchia. La comunità armeno-cattolica è concentrata soprattutto a Istanbul, dove risiedono circa 3.000 fedeli, eredi di una colonia molto numerosa in passato. Un nucleo più esiguo di armeno-cattolici si trova ad Ankara. A Istanbul si trova la cattedrale di Santa Maria.
Il territorio è suddiviso in 3 parrocchie.

## Storia
L'arcieparchia è stata eretta, come sede primaziale, il 6 luglio 1830 con il breve Quod jamdiu di papa Pio VIII. All'epoca essa aveva sei sedi suffraganee, di cui cinque nei territori dell'attuale Turchia: Ancira, Artvin, Bursa, Erzurum, Trebisonda (più Esfahan in Persia).
Nel 1866 Antonio Hassun, arcieparca, fu eletto patriarca degli armeno-cattolici e dal 14 settembre 1866 trasferì la sua sede a Costantinopoli. Papa Pio IX, con la bolla Reversurus del 12 luglio 1867, abolì il titolo arcieparchiale di Costantinopoli, associandolo in perpetuo al patriarcato, di cui divenne sede propria.
Tra la fine dell'Ottocento e gli inizi del Novecento, a causa del genocidio armeno, la comunità armeno-cattolica della Turchia, stimata in 100.000 persone, fu ridotta a poche centinaia di fedeli.
Il 15 ottobre 1928, in forza del breve Commissum Nobis di papa Pio XI, la residenza del patriarca fu trasferita a Bzoummar in Libano; con decreto della Congregazione per le Chiese Orientali del 23 giugno precedente fu restaurata l'arcieparchia di Costantinopoli, confermata dal breve Praedecessor Noster del 15 ottobre 1928. La giurisdizione dell'arcieparchia fu estesa a tutta la Turchia, e quindi inglobando tutte le eparchie armene che di fatto erano state soppresse dopo le persecuzioni, in particolare dopo il 1915.

## Cronotassi dei vescovi
Si omettono i periodi di sede vacante non superiori ai 2 anni o non storicamente accertati.
- Antoine Nouridjian † (6 luglio 1830 - 4 febbraio 1838 deceduto)
- Boghos Maroushian † (3 aprile 1838 - 2 agosto 1846 deceduto)
- Andon Hassoun † (2 agosto 1846 succeduto - 12 luglio 1867 confermato patriarca di Cilicia)
  - Sede propria del patriarca di Cilicia (1867-1928)
- Hovsep Rokossian † (29 giugno 1928 - 8 giugno 1931 deceduto)
- Vahan Kitchourian † (8 giugno 1931 succeduto - 28 marzo 1936 deceduto)
- Paul Kiredjian † (28 marzo 1936 succeduto - 20 aprile 1965 deceduto)
- Hovhannes Tcholakian † (16 gennaio 1967 - 21 marzo 2015 ritirato)
- Boghos Levon Zekiyan (21 marzo 2015 - 21 ottobre 2024 ritirato)[3]
  - Vartan Kirakos Kazanjian, dal 21 ottobre 2024 (amministratore eparchiale)[4]

## Statistiche
L'arcieparchia nel 2023 contava 2.500 battezzati.
| anno | popolazione | popolazione | popolazione | presbiteri | presbiteri | presbiteri | presbiteri                | diaconi | religiosi | religiosi | parrocchie |
| anno | battezzati  | totale      | %           | numero     | secolari   | regolari   | battezzati per presbitero | diaconi | uomini    | donne     | parrocchie |
| ---- | ----------- | ----------- | ----------- | ---------- | ---------- | ---------- | ------------------------- | ------- | --------- | --------- | ---------- |
| 1950 | 7.000       | 900.000     | 0,8         | 14         | 7          | 7          | 500                       |         | 7         | 26        | 6          |
| 1970 | 8.500       | 32.000.000  | 0,0         | 12         | 5          | 7          | 708                       |         | 7         | 16        | 11         |
| 1980 | 4.500       | ?           | ?           | 9          | 3          | 6          | 500                       | 1       | 6         | 10        | 11         |
| 1990 | 3.670       | ?           | ?           | 2          | 2          |            | 1.835                     | 1       | 4         | 7         | 10         |
| 1999 | 3.680       | ?           | ?           | 6          | 3          | 3          | 613                       | 1       | 3         | 6         | 10         |
| 2000 | 3.650       | ?           | ?           | 5          | 3          | 2          | 730                       |         | 2         | 6         | 10         |
| 2001 | 3.800       | ?           | ?           | 4          | 2          | 2          | 950                       | 1       | 2         | 5         | 10         |
| 2002 | 3.750       | ?           | ?           | 4          | 2          | 2          | 937                       | 1       | 2         | 5         | 10         |
| 2003 | 3.700       | ?           | ?           | 5          | 3          | 2          | 740                       | 1       | 2         | 6         | 5          |
| 2004 | 3.670       | ?           | ?           | 5          | 3          | 2          | 734                       | 1       | 2         | 6         | 5          |
| 2009 | 3.450       | ?           | ?           | 5          | 3          | 2          | 690                       | 1       | 2         | 4         | 10         |
| 2013 | 3.200       | ?           | ?           | 5          | 3          | 2          | 640                       | 1       | 2         | 4         | 10         |
| 2016 | 2.500       | ?           | ?           | 5          | 3          | 2          | 500                       | 1       | 2         | 3         | 10         |
| 2019 | 2.500       | ?           | ?           | 6          | 3          | 3          | 416                       | 1       | 3         | 2         | 3          |
| 2021 | 2.500       | ?           | ?           | 6          | 3          | 3          | 416                       | 1       | 3         | 2         | 3          |
| 2023 | 2.500       | ?           | ?           | 6          | 3          | 3          | 416                       | 1       | 3         | 1         | 3          |